# Conceição do Ibitipoca
Conceição do Ibitipoca é um distrito do município brasileiro de Lima Duarte, no interior do estado de Minas Gerais. Segundo o censo demográfico de 2022, realizado pelo Instituto Brasileiro de Geografia e Estatística (IBGE), sua população era de 1 195 habitantes e havia 502 domicílios particulares permanentes ocupados. Possui área de 187,94 km² conforme a Fundação João Pinheiro (FJP).
De acordo com o IBGE, em 2010 a população era de 1 004 habitantes e havia 767 domicílios particulares.
Foi criado pela lei provincial nº 3.276 de 30 de outubro de 1820. A três quilômetros do centro do vilarejo está localizado o Parque Estadual do Ibitipoca, destino principal dos turistas que visitam a região.

## Topônimo
"Ibitipoca" é um termo de origem tupi que significa "montanha estourada", "serra fendida", através da junção dos termos ybytyra ("montanha") e pok ("estourar").

## História

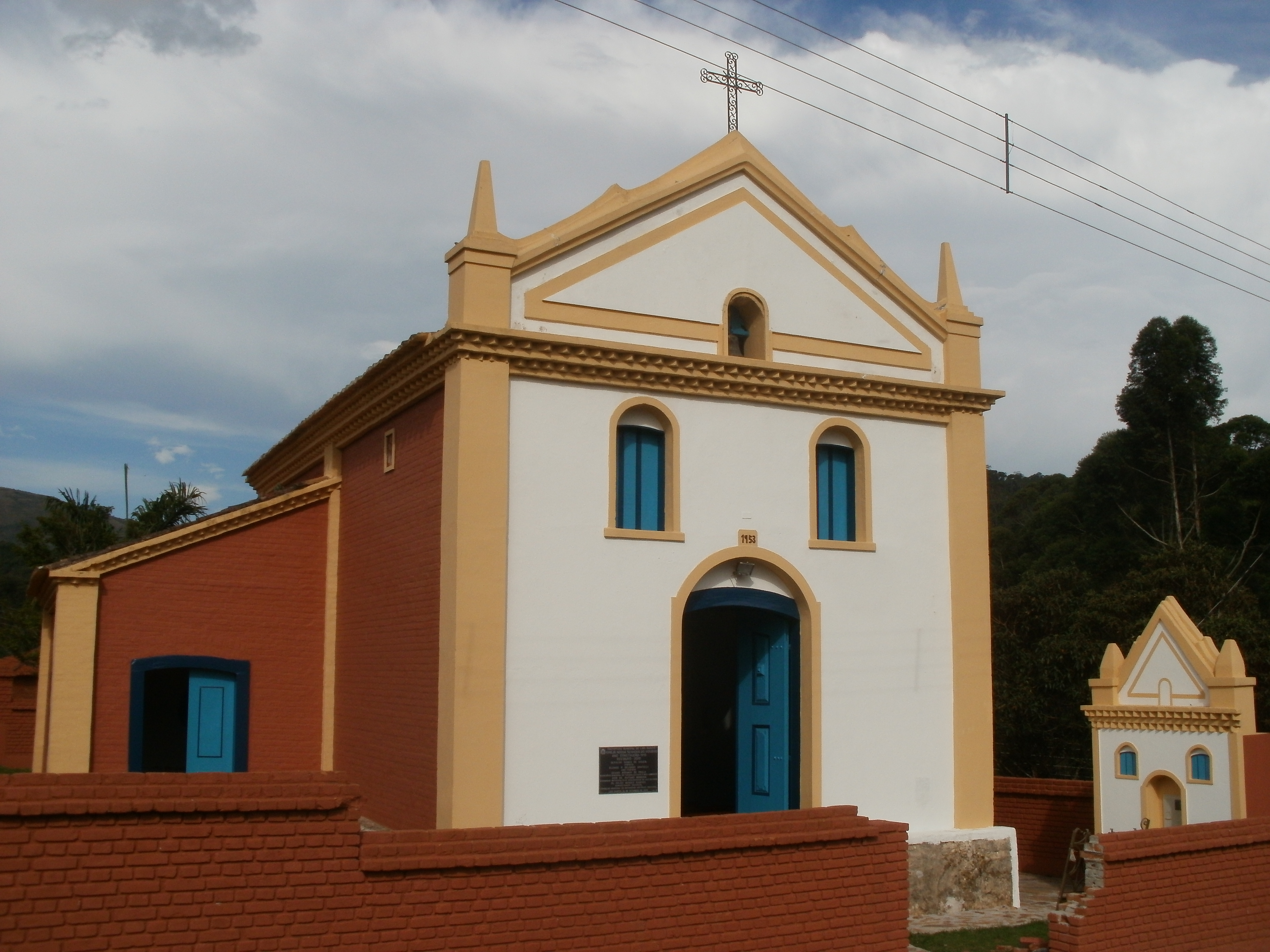
Igreja Nossa Senhora do Rosário de Conceição do Ibitipoca

Os primeiros relatos sobre a região datam de 1692. O "Monte de Ebitipoca" foi citado pelo padre João de Faria Fialho e, já no século seguinte, a região possuía mais de 5 000 moradores em decorrência da procura pelo ouro. Após a descoberta do mineral na antiga Vila Rica, atual Ouro Preto, houve um grande êxodo da região e apenas a população mais humilde permaneceu no local.
Durante o século XVIII, a região de Conceição do Ibitipoca, assim como outros locais próximos, se constituiu em rota de contrabando do ouro, através de um caminho que partia de São João Del Rei, passava por Santa Rita de Ibitipoca, por Conceição do Ibitipoca, pela área do Rio do Peixe, Lima Duarte, prosseguindo para Rio Preto e depois para Paraíba do Sul.
Em Conceição de Ibitipoca, nasceu o cônego Manoel Rodrigues da Costa, importante figura que veio a se destacar na Inconfidência Mineira.
No século XIX, acredita-se que não houve grandes modificações na realidade de Conceição do Ibitipoca. Devido à ascensão do povoado do Rio do Peixe, Conceição do Ibitipoca foi tornando-se uma localidade remota, ficando relativamente esquecida. Porém, deve-se destacar a criação da freguesia de Nossa Senhora da Conceição de Ibitipoca e a integração do distrito ao município de Lima Duarte.
Embora sem grande expressão econômica ao longo da história de Minas Gerais, a região de Conceição do Ibitipoca atraiu cientistas e viajantes estrangeiros, pelas peculiaridades de sua paisagem e de sua flora. Em 1822, o botânico Auguste de Saint-Hilaire assim descreveu a localidade: " … atravessamos primeiro a vila de Ibitipoca, que conhecia mal e julgava ainda mais insignificante do que realmente é. Fica, como já expliquei, situada numa colina e se compõe de uma pequena igreja e meia dúzia de casas que a rodeiam, cuja maioria está abandonada, além de algumas outras, igualmente miseráveis, construídas na encosta da outra colina. Não estranha, pois, que inutilmente haja eu procurado, ontem, nesta pobre aldeia, os gêneros mais necessários à vida."
Visitaram também a serra e a descreveram uma comissão científica em 1906 e Alvaro Astolfo da Silveira em 1922, além de outros cientistas em épocas posteriores.
Parte do filme brasileiro O Diabo a Quatro (2004) foi rodada em Conceição do Ibitipoca.

## Economia
Hoje em dia, Conceição do Ibitipoca vive praticamente da indústria turística, porém a agricultura de subsistência e a agropecuária fazem parte do cotidiano rural da vila.